# Siquisique
Siquisique – miasto w Wenezueli, w stanie Lara.